# The Fall of Númenor
The Fall of Númenor (« La Chute de Númenor ») est un livre de J. R. R. Tolkien paru en 2022.
Édité par Brian Sibley et illustré par Alan Lee, il rassemble de façon chronologique tous les textes concernant le Deuxième Âge de la Terre du Milieu, autrement dispersés dans les Appendices du Seigneur des Anneaux, dans Le Silmarillion, les Contes et légendes inachevés, l'Histoire de la Terre du Milieu. Cette période voit l'essor, l'apogée et la chute du royaume humain de Númenor, le forgeage des Anneaux de pouvoir, la guerre des Elfes contre Sauron en Eriador et la Dernière Alliance des Elfes et des Hommes.
La parution du livre, le 10 novembre 2022, coïncide avec la sortie de la série télévisée Le Seigneur des Anneaux : Les Anneaux de Pouvoir, qui prend également place au Deuxième Âge et se donne pour projet de narrer ces événements.